# تشاه دشت محمد خان 4 (صحرا بردسكن)
تشاه دشت محمد خان 4 (بالفارسية: جوادیه) هي مستوطنة تقع في إيران في قسم صحرا الريفي.